# Simphiwe Dana
Simphiwe Dana (1980) es una cantante Xhosa de Sudáfrica. Por su combinación única de jazz, pop, y música tradicional, es considerada la "nueva Miriam Makeba".